# Imambara Ghufran Ma'ab
L'Imambara Ghufran Ma'ab (in urdu اِمام باڑا غُفران مآب‎?; Hindi इमामबाड़ा ग़ुफ़्रान मआब) è una Husayniyya (imambargah, o imambara) di Lucknow, in India.
La struttura viene dunque utilizzata nel periodo di Muharram in cui i musulmani, in particolare gli sciiti, sono in lutto per commemorare la tragedia di Karbalāʾ in cui era stato ucciso nel 680 l'Imām Husayn. Venne costruita nei primi anni del 1790.
dall'eminente religioso sciita, Ayatollah Syed Dildār ʿAli Naṣīrābādī al-Jayyāsī (1753 – 10-1-1820), soprannominato ʿImād al-Islām, ossia "colonna dell'Islam", ma maggiormente noto come Ghufran-Ma'ab (cioè "Che vive in paradiso").

## L'imambara
L'imambara prende il nome di Ghufran Ma'ab dal nome popolare dell'Ayatollah Syed Dildar Ali 'Gufran Ma'ab' ed è il principale centro di cultura religiosa di Lucknow. È gestito dai suoi discendenti dell'Ayatollah Ghufran Ma'ab, a partire da maggio 2012 la sua discendente, Maulana Syed Kalbe Jawad è mutawalli dell'imambara . L'imambara si trova a Maulana Kalbe Hussain Road nella località Chowk di Lucknow.
Kalbe Jawad si rivolge ai cosiddetti Majlis (raduno) lì per i primi 10 giorni del mese sacro di Muharram a cui partecipano migliaia di persone. L'imambara è conosciuta a livello internazionale per la sua Sham-e-Ghariban majlis.

## Il cimitero
Fuori dall'Imambara c'è un cimitero (parte dell'Imambara) che doveva essere usato come luogo di sepoltura per i dotti. Molte eminenti personalità sono sepolte nel suo cimitero. persone sepolte nel suo cimitero includono Maulana Syed Kalbe Hussain, Maulana Syed Kalbe Abid, Maulana Syed Ibne Hasan Nonaharvi e Sultan-ul-Ulema Maulana Syed Qaim Mahdi, Maulana Syed Mohammad Waris Hasan Naqvi .